# Bananeiras
Bananeiras là một đô thị thuộc bang Paraíba, Brasil. Đô thị này có diện tích 257,981 km², dân số năm 2007 là 20660 người, mật độ 80,7 người/km².